# قضية تويبورن (رواية)
قضية تويبورن (بالإنجليزية: The Twyborn Affair)‏ هي رواية للكاتب الأسترالي الحائز على جائزة نوبل باتريك وايت، نشرت عام 1979، لأول مرة عن دار نشر جوناثان كيب.